# Тилс (Њујорк)
Тилс (енгл. Thiells) насељено је место без административног статуса у америчкој савезној држави Њујорк.

## Демографија
По попису из 2010. године број становника је 5.032, што је 274 (5,8%) становника више него 2000. године.
| Група             | 2000.         | 2010.         |
| Белци             | 3.821 (80,3%) | 3.445 (68,5%) |
| Афроамериканци    | 185 (3,9%)    | 434 (8,6%)    |
| Азијати           | 134 (2,8%)    | 207 (4,1%)    |
| Хиспаноамериканци | 602 (12,7%)   | 939 (18,7%)   |
| Укупно            | 4.758         | 5.032         |